# Sport en Irlande
Le sport en Irlande est populaire et répandu. Le nombre des pratiquants et de spectateurs est particulièrement élevé. Les sports les plus populaires sur l’île sont les sports gaéliques (football gaélique, hurling) puis le football, le rugby à XV et le hockey sur gazon.
En Irlande de nombreux sports, comme le rugby, et les sports gaéliques, sont organisés à l’échelle de l’île entière, ne prenant pas en compte la frontière entre l’Irlande et l’Irlande du Nord. D’autres sports, comme le football, ont des organisations séparées. Aux Jeux olympiques, une personne vivant en Irlande du Nord peut choisir de représenter indifféremment l’Irlande ou le Royaume-Uni.

## Les sports traditionnels

### Football gaélique
Le football gaélique est organisé par le GAA. Ses règles ont été définies dans leurs acceptions actuelles à la fin du XIXe siècle. Le football gaélique est le sport le plus populaire d'Irlande, ses finales attirant plus de 80 000 spectateurs à Croke Park.
Contrairement au football, le football gaélique se joue au niveau national avec des équipes représentant les Comtés. 
À une fréquence irrégulière (environ tous les deux ans) une compétition oppose une équipe d'Irlande unifiée à l'Australie en plusieurs rencontres d'International rules, sport pratiqué uniquement à cette occasion et dont les règles empruntent tant au football gaélique qu'au football australien.
La principale compétition est le All-Ireland Senior Football Championship.

### Hurlingetcamogie
Le hurling est un des sports traditionnels de l'Irlande. Sa version féminine s'appelle le camogie. Le jeu se joue à 15 contre 15 sur un terrain de football gaélique et avec une crosse comme au hockey sur gazon. Le hurling est très populaire : toutes les écoles et les collèges d'Irlande ont leur propres équipes. Comme pour le football gaélique, les compétitions mettent en jeu des équipes de Comtés.
Le hurling est géré par la GAA. Les finales des grandes compétitions ont lieu fin septembre à Dublin à Croke Park devant plus de 80 000 spectateurs.

## Les autres sports

### Rugby à XV
Le rugby à XV est un des principaux sports en Irlande. Il est néanmoins devancé largement par les sports gaéliques et par le football. Le rugby a une très forte tradition universitaire. À ce titre, la plus célèbre école de rugby d'Irlande est celle de Blackrock College à Dublin.
La particularité du rugby est que ses compétitions et son équipe nationale sont transnationales, comprenant des clubs et donc des joueurs d'Irlande et d'Irlande du Nord. Le championnat d'Irlande se joue entre les clubs, mais la principale compétition est la Celtic League, composée d'équipes représentant les provinces d'Irlande, des équipes écossaises, des équipes galloises, et au début de la saison 2010-2011, deux équipes italiennes.
Les stars actuelles du rugby irlandais sont les titulaires des lignes arrière : la charnière Connor Murray-Jonathan Sexton, les centres Brian O'Driscoll et Gordon D'Arcy, les ailiers Luke Fitzgerald et Tommy Bowe et l'arrière Rob Kearney. Le paquet d'avants est également de très haut niveau et l'Irlande aurait pu prétendre aller très loin lors de la Coupe du Monde qui s'est déroulée en France en septembre et Octobre 2007. Les Irlandais ont en effet manqué leur rendez-vous, ne gagnant que deux matchs sur des scores serrés (Namibie 32-17 et Géorgie 14-10) et perdant contre la France (25-3) et l'Argentine (30-15).

### Football

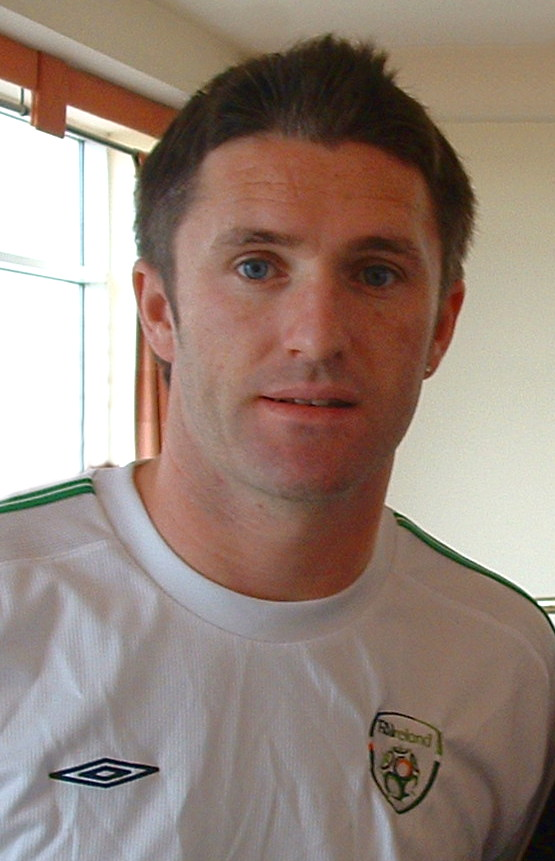
Robbie Keane, recordman des buts sous le maillot irlandais.

Le football est le plus populaire des sports non gaéliques. Malgré un championnat local peu suivi et de faible niveau, les Irlandais sont très friands de matches de football. Leur intérêt se reporte sur le championnat anglais où jouent tous les meilleurs joueurs irlandais.
Le football en Irlande est géré par la FAI (Football Association  of Ireland) pour le sud et par la IFA (Irish Football Association) pour l’Irlande du Nord. Les principales équipes sont Shamrock Rovers FC, les Bohemians FC, Derry City et Shelbourne FC pour la république d’Irlande et Linfield FC et Glentoran FC pour l’Irlande du Nord. Les clubs irlandais n’ont eu aucune influence marquante dans le football européen. Ils se limitent à un rôle formateur pour les footballeurs irlandais avant leur départ pour l’Angleterre ou l’Écosse.
Les équipes préférées des Irlandais sont le Liverpool FC et le Celtic Glasgow.
L'Eire a pu compter sur de grands joueurs comme Roy Keane, Robbie Keane, Tony Cascarino, Shay Given ou encore Damien Duff.

### Golf
Le golf est très populaire en Irlande. On compte plusieurs centaines de terrains de golf dans l'île. Il est en plus du sport pour les irlandais, un des points attractifs pour les touristes.
Le golf est très présent à la télévision irlandaise, tant pour des compétitions locales que pour les internationales.
Les parcours de golf les plus célèbres sont ceux de Portmarnock, Ballybunion et le Royal Golf Club de Portrush.
Le K Club dans le Comté de Kildare a accueilli en 2006 la Ryder Cup.
L'Irlande a produit de tout temps de grands champions de golf. Ceux à l'affiche actuellement sont Darren Clarke, Padraig Harrington, Paul McGinley et Rory McIlroy, vainqueur de l'US Open 2011 où il a battu 14 records historiques du golf mondial.

### Autres sports
- Escrime. Fédération irlandaise d'escrime
- Le catch ou Pro Wrestling est très populaire en Irlande. Quelques catcheurs de la WWE sont originaires d'Irlande avec notamment Becky Lynch, Finn Balor, Sheamus et Dave Finlay.
- Rugby à XIII : Bien qu'étant de notoriété bien moindre que le rugby à XV, le rugby à XIII est également pratiqué en Irlande, sa sélection nationale étant régulièrement qualifiée pour la coupe du monde, avec même une place de quart de finaliste atteinte lors de  l'édition de 2000.